# Martti Kerkkonen
Martti Aatto Olavi Kerkkonen, född 13 september 1905 i Limingo, död 28 februari 1990 i Helsingfors, var en finländsk historiker och arkivarie. Han var från 1930 gift med Gunvor Kerkkonen.
Kerkkonen, som var son till skolrådet Kaarlo Kerkkonen och Anni Kulta Sofia Krank, blev student 1923, filosofie magister 1927 samt filosofie licentiat och filosofie doktor 1936. Han var landsarkivarie i Tavastehus 1929–1934, i Viborg 1934–1937, blev arkivarie vid Riksarkivet 1937 och var riksarkivarie 1967–1972. Han var redaktör för Finland för Excerpta Historica Nordica 1956–1962. Han tilldelades arkivråds titel 1952. 
Kerkkonen författade Pietari Kalm talousopin professorina (om Pehr Kalm, akademisk avhandling, 1935), Suomen eläinlääkintälaitoksen historia (1943–1944), Israel Nesseliuksen mietinnöt (1949) och Peter Kalms North American Journey (1959). I ett arbete om det finska riksarkivets historia 1809–1917, Suomen arkistolaitos Haminan rauhasta maan itsenäistymiseen (1988), ger han en djuplodande skildring av källforskningens historia i Finland.